# For All Mankind
For All Mankind és una sèrie de televisió dramàtica de ciència-ficció nord-americana creada i escrita per Ronald D. Moore, Matt Wolpert i Ben Nedivi i produïda per a Apple TV+. La sèrie dramatitza una història alternativa que representa "què hauria passat si la carrera espacial global no hagués acabat mai" després que la Unió Soviètica aconseguís el primer aterratge a la Lluna amb tripulació per davant dels Estats Units. La sèrie és protagonitzada per Joel Kinnaman, Michael Dorman, Sarah Jones, Shantel VanSanten, Jodi Balfour i Wrenn Schmidt, Sonya Walger, Krys Marshall, Cynthy Wu, Casey W. Johnson i Coral Peña es van unir al repartiment principal per a la segona temporada, mentre que Edi Gathegi es va unir a la tercera. La sèrie compta amb personatges històrics com els astronautes de l'Apol·lo 11 Neil Armstrong, Buzz Aldrin i Michael Collins, l'astronauta Mercury Seven Deke Slayton, el científic de coets Wernher von Braun, l'administrador de la NASA Thomas Paine, el director de vol de la NASA Gene Kranz, el senador nord-americà Ted Kennedy i els presidents dels Estats Units Richard Nixon, Ronald Reagan i Bill Clinton.
For All Mankind es va estrenar l'1 de novembre de 2019 i va ser renovada per Apple TV+ l'octubre de 2019 per a una segona temporada, que es va estrenar el 19 de febrer de 2021. La segona temporada va ser aclamada per la crítica i nominada per al Premi TCA a l'èxit excepcional en drama. El desembre de 2020, abans de l'estrena de la segona temporada, la sèrie es va renovar per a una tercera temporada, que es va estrenar el 10 de juny de 2022.
El juliol de 2022, la sèrie va renovar per a una quarta temporada i a l'abril de 2024 per una cinquena temporada i la creació del primer spin-off de la sèrie anomenat Star City.

## Premissa
En una línia temporal alternativa el 1969, el cosmonauta soviètic Alexei Leonov es converteix en el primer humà a aterrar a la Lluna. Aquest resultat devasta la moral de la NASA, però també catalitza un esforç nord-americà per posar-se al dia. Amb la Unió Soviètica posant èmfasi en la diversitat mitjançant la inclusió d'una dona en els desembarcaments posteriors, els Estats Units es veuen obligats a igualar el ritme, entrenant dones i minories que van quedar en gran part excloses de les primeres dècades d'exploració espacial nord-americana. Cada temporada posterior té lloc deu anys més tard, amb la temporada 2 a la dècada de 1980, la temporada 3 a la dècada de 1990, (i tal com es va revelar al final de la temporada 3) la temporada 4 a la dècada de 2000.
Ronald D. Moore va explicar com la història havia estat diferent a la sèrie: "Sergei Korolev va ser el pare del programa espacial soviètic; en la nostra realitat, va morir durant una operació a Moscou a mitjans dels anys 60. I després d'aquest moment, el seu programa de la Lluna mai es va reunir... El nostre punt de divergència va ser que Korolev viu, ... i va fer que el seu aterratge a la Lluna succeís."

## Repartiment i personatges

### Principal
- Joel Kinnaman com Edward "Ed" Baldwin, un dels millors astronautes de la NASA, basat en el comandant de l'Apollo 10 Thomas P. Stafford.[10]
- Michael Dorman com Gordon "Gordo" Stevens (temporades 1-2), un astronauta i el millor amic d'Ed, basat en el pilot del mòdul lunar de l'Apol·lo 10, Eugene Cernan.[10]
- Sarah Jones com a Tracy Stevens (temporades 1-2), l'esposa de Gordo que més tard també es convertirà en astronauta com una de les "Dones de Nixon".
- Shantel VanSanten com a Karen Baldwin (temporades 1-3), la dona d'Ed que més tard és propietària de la "Outpost Tavern", un bar que solen visitar els astronautes de la NASA.
- Jodi Balfour com a Ellen Wilson (de soltera Waverly), una astronauta i membre de "Nixon's Women" que més tard es convertirà en administradora de la NASA, senadora i presidenta dels Estats Units a les eleccions presidencials de 1992.
- Wrenn Schmidt com a Margo Madison, una enginyera de la NASA que va ser mentorada per Wernher von Braun, basada en Frances Northcutt.[10]
- Sonya Walger com Molly Cobb (temporades 2-3; temporada recurrent 1), astronauta i membre de "Nixon's Women", basada en Jerrie Cobb.
- Krys Marshall com a Danielle Poole (temporada 2–present; temporada recurrent 1), astronauta i membre de "Nixon's Women".
- Cynthy Wu com Kelly Baldwin (de soltera Hanh Nguyen, abans de l'adopció) (temporada 2-actual), una científica i filla adoptiva d'Ed i Karen.
- Casey W. Johnson com a Danny Stevens (temporada 2–actual), un astronauta i fill de Gordo i Tracy.
  - Jason David i Mason Thames com el jove Danny Stevens (temporada 1 recurrent)
- Coral Peña com a Aleida Rosales (temporada 2-present), una immigrant sense papers que està fascinada per l'espai i que més tard rep la mentora de Margo.
  - Olivia Trujillo com a jove Aleida Rosales (temporada 1 recurrent)
- Edi Gathegi com a Dev Ayesa (temporada 3–present), el fundador de "Helios Aerospace", una companyia espacial privada amb l'objectiu d'arribar a Mart abans que la NASA i la Unió Soviètica.
- Toby Kebbell com a Miles Dale (temporada 4), antic treballador d'una plataforma petrolífera cerca una nova feina a Mart.
- Tyner Rushing com a Samantha Massey (temporada 4), treballadora a la colònia de Mart.
- Svetlana Efremova com a Irina Morozova (temporada 4), una treballadora amb alt rang soviètica.
- Daniel Stern com a Eli Hobson (temporada 4), nou administrador de la NASA.

### Recurrents
- Chris Bauer com a Deke Slayton (temporada 1)
- Colm Feore com a Wernher von Braun (temporada 1)
- Eric Ladin com a Gene Kranz (temporada 1)
- Michael Harney com a Jack Broadstreet (temporada 1), un presentador de notícies de televisió.
- Dan Donohue com a Thomas O. Paine (temporades 1-2)
- Arturo Del Puerto com a Octavio Rosales (temporades 1, 3), un immigrant mexicà sense papers que s'instal·la a Houston amb la seva filla Aleida.
- Ben Begley com a Charlie Duke (temporada 1)
- Rebecca Wisocky com a Marge Slayton (temporada 1)
- Meghan Leathers com a Pam Horton, barman i després poeta.
- Chris Agos com a Buzz Aldrin (temporada 1)
- Ryan Kennedy com a Michael Collins (temporada 1)
- Noah Harpster com a Bill Strausser, un controlador de missió.
- Nick Toren com a Tim 'Bird Dog' McKiernan (temporades 1-2)
- Daniel Robbins com a Hank Poppen (temporada 1)
- Dave Power com a astronauta Frank Sedgewick (temporada 1; temporada convidada 2), el pilot del mòdul de comandament de l'Apollo 15.
- Spencer Garrett com a Roger Scott (temporada 1; temporada convidada 2)
- Teddy Blum i Tait Blum com Shane Baldwin (temporada 1), el fill d'Ed i Karen Baldwin.
- William Lee Holler (temporada 1), Zakary Risinger (temporada convidada 1) i David Chandler (temporades 2-3) com Jimmy Stevens, el fill petit de Gordo i Tracy Stevens.
- Teya Patt com a Emma Jorgens, recepcionista de MSC a la primera temporada i nova assistent de Margo a la segona temporada.
- Krystal Torres com a Cata (temporada 1)
- Nate Corddry com a Larry Wilson, un enginyer de la NASA i l'eventual marit d'Ellen.
- Dan Warner com el general de la Força Aèria Arthur Weber (temporada 1), enllaç militar amb la NASA.
- Lenny Jacobson com a Wayne Cobb (temporades 1–2; temporada convidada 3), el marit d'artista fumador de Molly.
- Edwin Hodge com a Clayton Poole (temporada 1), el primer marit de Danielle.
- Tracy Mulholland com a Gloria Sedgewick (temporada 1), l'esposa de Frank Sedgewick.
- Wallace Langham com a Harold Weisner (temporada 1), l'administrador de la NASA a l'administració de Ted Kennedy.
- Leonora Pitts com Irene Hendricks (temporades 1–2), la primera dona Directora de vol.
- James Urbaniak com a Gavin Donahue (temporada 1)
- Megan Dodds com a Andrea Walters (temporada 1; temporada convidada 2), presentadora de notícies.
- John Marshall Jones com el general de la Força Aèria Nelson Bradford (temporada 2; temporada convidada 3), enllaç militar amb la NASA.
- Michael Benz com a Gary Piscotty (temporada 2), el pilot de Pathfinder.
- Michaela Conlin com a Helena Webster (temporada 2), una pilot de la Marina i astronauta.
- Tim Jo com a Steve Pomeranz (temporada 2)
- Charlie Schlatter com a Paul Michaels (temporada 2), un presentador de notícies.
- Linda Park com a Amy Chang (temporada 2), presentadora de notícies.
- Scott Michael Campbell com a Alex Rossi (temporada 2; temporada convidada 3), comandant de la base lunar de Jamestown el 1983.
- Kayla Blake com a Dr. Kouri (temporada 2), doctora a la base lunar de Jamestown el 1983.
- Ellen Wroe com a Sally Ride (temporada 2)
- Alex Akpobome com a Paul DeWeese (temporada 2)
- Daniel David Stewart com a Nick Corrado (temporades 2-3), un astronauta a la base lunar de Jamestown el 1983, més tard un astronauta per a Helios.
- Connor Tillman com a Vance Paulson (temporada 2), cap del destacament de marines a Jamestown.
- Zac Titus com a Charles Bernitz (temporades 2-3), un "Marí de la Lluna" i més tard un teòric de la conspiració contra la NASA.
- Andre Boyer com Jason Wilhelm (temporada 2), un "Moon Marine".
- Chris Cortez com a Steve Lopez (temporada 2), un "Moon Marine".
- Jeff Hephner com a Sam Cleveland (temporada 2; temporada convidada 3), el segon marit de Tracy i soci comercial de Karen.
- Piotr Adamczyk com a Sergei Nikulov (temporades 2–3), inicialment un enginyer soviètic de l'equip Apol·lo–Soiuz.
- Josh Duvendeck com a Nathan Morrison (temporada 2), un astronauta de la missió Apollo-Soiuz.
- Alexander Sokovikov com a Rolan Efimovitch Baranov (temporades 2-3), inicialment un cosmonauta soviètic i més tard astronauta.
- Sean Patrick Thomas com a Corey Johnson (temporada 3), el segon marit de Danielle.
- Justicia com Isaiah Johnson (temporada 3), fill de Corey i fillastre de Danielle.
- Jorge Diaz com a Victor Diaz (temporada 3), el marit d'Aleida Rosales.
- Madeline Bertani com a Amber Stevens (temporada 3), l'esposa de Danny Stevens.
- Sahana Srinivasan com a Nuri Prabakar (temporada 3), la nova assistent de Margo.
- Lev Gorn com a Grigory Kuznetsov (temporada 3), un cosmonauta soviètic a la missió Mars 94.
- Vera Cherny com a Lenara Catiche (temporada 3), la nova directora de l'Organització Espacial Soviètica, Roscosmos.
- Hailey Winslow com a Karla Dunn (temporada 3), una periodista.
- Ken Rudulph com Edward Kline (temporada 3), un presentador de notícies.
- John Hartmann com a Richard Truly (temporada 3), l'administrador de la NASA el 1992.
- Tiago Martínez com Javier Díaz (temporada 3), el fill d'Aleida Rosales.
- Randy Oglesby com el governador Jim Bragg (temporada 3), vicepresident d'Ellen.
- Jessica Tuck com a Christine Francis (temporada 3), presentadora de notícies.
- Cheyenne Perez com a Heather (temporada 3)
- Larry Sullivan com a Ryan Bauer (temporada 3)
- Allison Dunbar com a Jenna Leigh (temporada 3)
- Robert Bailey Jr. com Will Tyler (temporada 3), un astronauta a Sojourner.
- Taylor Dearden com a Sunny Hall (temporada 3), un teòric de la conspiració que coneix Jimmy Stevens.
- Stewart Skelton com a Dick Gephardt (temporada 3)
- Pawel Szajda com a Alexei Poletov (temporada 3), un cosmonauta soviètic a la missió Mars 94.
- Amol Shah com a Adarsh Sethi (temporada 3), un astronauta d'Helios.
- Anne Beyer com a Louisa Mueller (temporada 3), una astronauta d'Helios.
- Nick Boraine com a Lars Hagstrom (temporada 3), un astronauta de Helios.
- Mandy Levin com a Sandy Bostik (temporada 3), una astronauta d'Helios.
- Ayinde Howell com a Benjamin Harmon (temporada 3), un astronauta d'Helios.
- William Cowart com a Hal (temporada 3), un teòric de la conspiració.
- Goran Ivanovski com el Dr. Dimitri Mayakovsky (temporada 3; temporada convidada 2), un cosmonauta soviètic a la missió de la Lluna i Mart 94.
- Ilza Ponko com a Isabel Castillo (temporada 3), una cosmonauta cubana a la missió Mars 94.
- Blair Hickey com a Richard "Dicky" Hilliard (temporada 3), el cofundador d'Helios Aerospace.

### Figures històriques i del món real en imatges d'arxiu
- Tom Brokaw
- Frank Borman
- Scott Carpenter
- Jimmy Carter
- Bill Clinton
- Kurt Cobain
- Gordon Cooper
- Mikhail Gorbachev
- Gus Grissom
- Gary Hart
- Ted Kennedy
- Jeane Kirkpatrick
- Henry Kissinger
- Tom Lehrer
- John Lennon
- Jim Lovell
- Richard Nixon
- Joan Pau II
- Jonathan Pollard
- Ronald Reagan
- Wally Schirra
- Alan Shepard
- George Shultz
- Margaret Thatcher
- Donald Trump

## Episodis
| Temporada | Temporada | Episodis | Estrena          | Estrena          |
| Temporada | Temporada | Episodis | Primer episodi   | Darrer episodi   |
| --------- | --------- | -------- | ---------------- | ---------------- |
|           | 1         | 10       | 1 novembre 2019  | 20 desembre 2019 |
|           | 2         | 10       | 19 febrer 2021   | 23 abril 2021    |
|           | 3         | 10       | 10 juny 2022     | 12 agost 2022    |
|           | 4         | 10       | 10 novembre 2023 | 12 gener 2024    |

### Temporada 1 (2019)
| Núm. total | Núm. de la temporada | Títol                   | Direcció             | Escrit per                                  | Data d'estrena original |
| ---------- | -------------------- | ----------------------- | -------------------- | ------------------------------------------- | ----------------------- |
| 1          | 1                    | «Red Moon»              | Seth Gordon          | Ronald D. Moore & Matt Wolpert & Ben Nedivi | 1 de novembre de 2019   |
| 2          | 2                    | «He Built the Saturn V» | Seth Gordon          | Matt Wolpert & Ben Nedivi                   | 1 de novembre de 2019   |
| 3          | 3                    | «Nixon's Women»         | Allen Coulter        | Nichole Beattie                             | 1 de novembre de 2019   |
| 4          | 4                    | «An Affair of Honor»    | Allen Coulter        | Naren Shankar                               | 8 de novembre de 2019   |
| 5          | 5                    | «Into the Abyss»        | Sergio Mimica-Gezzan | David Weddle & Bradley Thompson             | 15 de novembre de 2019  |
| 6          | 6                    | «Home Again»            | Sergio Mimica-Gezzan | Stephanie Shannon                           | 22 de novembre de 2019  |
| 7          | 7                    | «Hi Bob»                | Meera Menon          | Ronald D. Moore                             | 29 de novembre de 2019  |
| 8          | 8                    | «Rupture»               | Meera Menon          | Nichole Beattie                             | 6 de desembre de 2019   |
| 9          | 9                    | «Bent Bird»             | John Dahl            | David Weddle & Bradley Thompson             | 13 de desembre de 2019  |
| 10         | 10                   | «A City upon a Hill»    | John Dahl            | Matt Wolpert & Ben Nedivi                   | 20 de desembre de 2019  |

### Temporada 2 (2021)
| Núm. total | Núm. de la temporada | Títol                 | Direcció             | Escrit per                      | Data d'estrena original |
| ---------- | -------------------- | --------------------- | -------------------- | ------------------------------- | ----------------------- |
| 11         | 1                    | «Every Little Thing»  | Michael Morris       | Ronald D. Moore                 | 19 de febrer de 2021    |
| 12         | 2                    | «The Bleeding Edge»   | Michael Morris       | Matt Wolpert & Ben Nedivi       | 26 de febrer de 2021    |
| 13         | 3                    | «Rules of Engagement» | Andrew Stanton       | Stephanie Shannon               | 5 de març de 2021       |
| 14         | 4                    | «Pathfinder»          | Andrew Stanton       | David Weddle & Bradley Thompson | 12 de març de 2021      |
| 15         | 5                    | «The Weight»          | Meera Menon          | Nichole Beattie & Joe Menosky   | 19 de març de 2021      |
| 16         | 6                    | «Best-Laid Plans»     | Meera Menon          | Joe Menosky                     | 26 de març de 2021      |
| 17         | 7                    | «Don't Be Cruel»      | Dennie Gordon        | Nichole Beattie                 | 2 d'abril de 2021       |
| 18         | 8                    | «And Here's to You»   | Dennie Gordon        | Ronald D. Moore                 | 9 d'abril de 2021       |
| 19         | 9                    | «Triage»              | Sergio Mimica-Gezzan | Bradley Thompson & David Weddle | 16 d'abril de 2021      |
| 20         | 10                   | «The Grey»            | Sergio Mimica-Gezzan | Matt Wolpert & Ben Nedivi       | 23 d'abril de 2021      |

### Temporada 3 (2022)
| Núm. total | Núm. de la temporada | Títol                        | Direcció        | Escrit per                      | Data d'estrena original |
| ---------- | -------------------- | ---------------------------- | --------------- | ------------------------------- | ----------------------- |
| 21         | 1                    | «Polaris»                    | Sarah Boyd      | Matt Wolpert & Ben Nedivi       | 10 de juny de 2022      |
| 22         | 2                    | «Game Changer»               | Sarah Boyd      | David Weddle & Bradley Thompson | 17 de juny de 2022      |
| 23         | 3                    | «All In»                     | Wendey Stanzler | Nichole Beattie                 | 24 de juny de 2022      |
| 24         | 4                    | «Happy Valley»               | Wendey Stanzler | Joe Menosky                     | 1 de juliol de 2022     |
| 25         | 5                    | «Seven Minutes of Terror»    | Andrew Stanton  | Sabrina Almeida                 | 8 de juliol de 2022     |
| 26         | 6                    | «New Eden»                   | Andrew Stanton  | Stephanie Shannon               | 15 de juliol de 2022    |
| 27         | 7                    | «Bring It Down»              | Dan Liu         | Nichole Beattie                 | 22 de juliol de 2022    |
| 28         | 8                    | «The Sands of Ares»          | Dan Liu         | Joe Menosky & Eric Phillips     | 29 de juliol de 2022    |
| 29         | 9                    | «Coming Home»                | Craig Zisk      | David Weddle & Bradley Thompson | 5 d'agost de 2022       |
| 30         | 10                   | «Stranger in a Strange Land» | Craig Zisk      | Matt Wolpert & Ben Nedivi       | 12 d'agost de 2022      |

### Temporada 4 (2023-24)
| Núm. total | Núm. de la temporada | Títol               | Direcció             | Escrit per                                   | Data d'estrena original |
| ---------- | -------------------- | ------------------- | -------------------- | -------------------------------------------- | ----------------------- |
| 31         | 1                    | «Glasnost»          | Lukas Ettlin         | Matt Wolpert & Ben Nedivi                    | 19 de novembre de 2023  |
| 32         | 2                    | «Have a Nice Sol»   | Lukas Ettlin         | David Weddle & Bradley Thompson              | 17 de novembre de 2023  |
| 33         | 3                    | «The Bear Hug»      | Dan Liu              | Andrew Black                                 | 23 de novembre de 2023  |
| 34         | 4                    | «House Divided»     | Dan Liu              | Sabrina Almeida                              | 1 de desembre de 2023   |
| 35         | 5                    | «Goldilocks»        | Sylvain White        | Jovan Robinson                               | 8 de desembre de 2023   |
| 36         | 6                    | «Leningrad»         | Sylvain White        | Eric Phillips                                | 15 de desembre de 2023  |
| 37         | 7                    | «Crossing the Line» | Maja Vrvilo          | Andrew Black                                 | 22 de desembre de 2023  |
| 38         | 8                    | «Legacy»            | Maja Vrvilo          | Bradley Thompson & David Weddle              | 29 de desembre de 2023  |
| 39         | 9                    | «Brazil»            | Sergio Mimica-Gezzan | David Weddle & Bradley Thompson & Kate Burns | 5 de gener de 2024      |
| 40         | 10                   | «Perestroika»       | Sergio Mimica-Gezzan | Matt Wolpert & Ben Nedivi                    | 12 de gener de 2024     |

## Producció

### Desenvolupament
Segons Ronald D. Moore, la idea de l'espectacle va sorgir durant el dinar amb l'antic astronauta de la NASA Garrett Reisman, quan van discutir la possibilitat d'una història alternativa en què els soviètics van arribar a la Lluna abans que els nord-americans. El 15 de desembre de 2017, es va anunciar que Apple havia donat llum verda a la producció d'una sèrie d'una temporada. La sèrie va ser creada per Ronald D. Moore, Matt Wolpert i Ben Nedivi. Maril Davis és la productora executiva al costat de Moore, Wolpert i Nedivi. Les empreses productores implicades en la sèrie inclouen Sony Pictures Television i Tall Ship Productions. El 5 d'octubre de 2018, es va anunciar que la sèrie s'havia titulat oficialment For All Mankind. La sèrie va renovar per a una segona temporada l'octubre de 2019. El 19 de novembre de 2020, es va anunciar que la segona temporada s'estrenaria el 19 de febrer de 2021. El 8 de desembre de 2020, abans de l'estrena de la segona temporada, Apple TV+ va renovar la sèrie per a una tercera temporada. El 22 de juliol de 2022, Apple TV+ va renovar la sèrie per a una quarta temporada.

### Càsting
L'agost de 2018, es va anunciar que Joel Kinnaman, Michael Dorman, Sarah Jones, Shantel VanSanten i Wrenn Schmidt havien estat escollits per a papers principals i que Eric Ladin, Arturo Del Puerto i Rebecca Wisocky apareixerien com a recurrents. El 5 d'octubre de 2018, es va informar que Jodi Balfour havia estat seleccionada per a un paper principal de la sèrie.
El 19 de novembre de 2020, Cynthy Wu, Coral Peña i Casey W. Johnson havien estat escollits per a papers principals per a la segona temporada. A més, Krys Marshall i Sonya Walger van ser promocionats al repartiment principal de la segona temporada. El 16 de desembre de 2020, Michaela Conlin es va unir al repartiment en un paper secundari per a la segona temporada.
El juny de 2021, es va informar que Edi Gathegi es va unir al repartiment de la tercera temporada com a habitual de la sèrie. Per a la quarta temporada, Daniel Stern, Toby Kebbell, Tyner Rushing i Svetlana Efremova van ser escollits per a tenir papers destacats a la sèrie.

### Rodatge
La fotografia principal de la sèrie va començar l'agost de 2018 a Los Angeles, Califòrnia. El març de 2019, The New York Times va informar que el rodatge havia conclòs. El rodatge de la segona temporada va començar el 24 de desembre de 2019. El 17 d'agost de 2020, la producció de la segona temporada es va reprendre després de l'aturada de la COVID-19 i es van filmar els dos últims episodis. El rodatge de la tercera temporada va començar el 25 de febrer de 2021 i va concloure a mitjans de setembre de 2021. El rodatge de la quarta temporada va començar a l'agost de 2022 i s'havia acabat el gener de 2023.

## Estrena
La primera temporada de For All Mankind es va estrenar a Apple TV+ l'1 de novembre de 2019 i va durar 10 episodis fins al 20 de desembre de 2019. La segona temporada es va estrenar el 19 de febrer de 2021 i constava de 10 episodis, llançant-se setmanalment fins al 23 d'abril de 2021. La tercera temporada es va estrenar el 10 de juny de 2022. La quarta temporada es va estrenar el 10 de novembre de 2023.

### Màrqueting
L'11 de febrer de 2021, abans de l'estrena de la segona temporada, Apple va llançar una aplicació iOS de realitat augmentada a l'App Store anomenada For All Mankind: Time Capsule. L'aplicació guia els usuaris a través de la bretxa d'una dècada entre la primera i la segona temporada, mostrant la relació entre els astronautes Gordo i Tracy Stevens i el seu fill Danny Stevens. A la 73a edició dels premis Primetime Creative Arts Emmy, For All Mankind: Time Capsule va guanyar un premi a la innovació excepcional en programació interactiva.
Per a la segona temporada, Apple va llançar un pòdcast titulat For All Mankind: The Official Podcast, produït en col·laboració amb At Will Media, que es publicarà cada dues setmanes a partir del 19 de febrer de 2021. Està presentat per Krys Marshall, que interpreta Danielle Poole, i inclou mirades entre bastidors i entrevistes amb científics, antics astronautes i el repartiment i l'equip de For All Mankind.
Per a la tercera temporada, Apple va llançar una sèrie de vídeos complementària titulada The Science behind For All Mankind per als episodis corresponents de la temporada 3. Està presentat per Wrenn Schmidt, que interpreta Margo Madison, i la fa explicar i desglossar els temes científics que es mostren a la sèrie.

## Recepció
| Temporada | Temporada | Rotten Tomatoes      | Metacrític         |
| --------- | --------- | -------------------- | ------------------ |
|           | 1         | 74% (54 comentaris)  | 65 (22 comentaris) |
|           | 2         | 100% (23 comentaris) | 75 (7 comentaris)  |
|           | 3         | 97% (33 comentaris)  | 84 (15 comentaris) |
|           | 4         | 100% (21 comentaris) | 83 (11 comentaris) |

### Temporada 1
La primera temporada de For All Mankind va rebre crítiques generalment positives. La web de ressenyes Rotten Tomatoes va informar: "Tot i que dispara cap a la Lluna i cau en algun lloc de l'òrbita, la impressionant visió de la història de For All Mankind té potencial d'aconseguir un desenllaç real si es recolza en les coses que la diferencien en lloc de conformar-se amb més de el mateix." Metacritic, va assignar "crítiques generalment favorables".

### Temporada 2
A Rotten Tomatoes, el consens crític del lloc web diu: "el segon vol de For All Mankind no està exempt de problemes, però el treball de personatges convincents i una sensació renovada de meravella fan que la visualització sigui emocionant". A Metacritic, indica "crítiques generalment favorables".

### Temporada 3
A Rotten Tomatoes, el consens crític del lloc web diu: la tercera temporada de For All Mankind arriba fins a Mart, mantenint un enfocament casolà en el seu conjunt original, oferint una altra aventura èpica amb un enfocament íntim". A Metacritic, indica "aclamació universal".

### Temporada 4
A Rotten Tomatoes, el consens crític del lloc web diu: "Houston, no hi ha cap problema aquí: la quarta temporada de For All Mankind s'aprofundeix en el que la sèrie fa millor i avança amb una història revisionista que provoca reflexions".